# Mariano Trujillo
Edgar Mariano Trujillo Reyes (ur. 19 maja 1977 w mieście Meksyk) – meksykański piłkarz występujący na pozycji prawego obrońcy, reprezentant Meksyku.

## Kariera klubowa
Trujillo pochodzi ze stołecznego miasta Meksyk i jest wychowankiem tamtejszego zespołu Pumas UNAM. Do treningów seniorskiej drużyny został włączony jako dziewiętnastolatek przez szkoleniowca Luisa Floresa i w meksykańskiej Primera División zadebiutował 25 października 1996 w przegranym 0:3 spotkaniu z Tolucą. Przez następne lata nie potrafił sobie jednak wywalczyć pewnego miejsca w wyjściowym składzie i nie osiągał z Pumas większych sukcesów zarówno na arenie krajowej, jak i międzynarodowej. Premierowego gola w najwyższej klasie rozgrywkowej strzelił 20 sierpnia 2000 w wygranej 3:0 konfrontacji z Santos Laguną. W styczniu 2001 na zasadzie półrocznego wypożyczenia przeszedł do zespołu Club Santos Laguna z siedzibą w mieście Torreón. Wówczas, w wiosennym sezonie Verano 2001, wywalczył z drużyną prowadzoną przez Fernando Quirarte pierwsze i jedyne mistrzostwo Meksyku w swojej karierze, regularnie pojawiając się na ligowych boiskach. Dzięki udanym występom w Santos Lagunie, po powrocie do Pumas był już podstawowym piłkarzem ekipy.
Latem 2003 Trujillo został graczem Monarcas Morelia, gdzie od razu zagwarantował sobie pewne miejsce w wyjściowej jedenastce. Jeszcze w tym samym roku zwyciężył z Morelią w najbardziej prestiżowych rozgrywkach kontynentu, Pucharze Mistrzów CONCACAF. Ogółem spędził w tej ekipie cztery lata, głównie jako podstawowy gracz, mimo iż był często trapiony przez kontuzje. W lipcu 2007 podpisał dwuletnią umowę z greckim zespołem Skoda Ksanti, lecz nie zdołał w nim zadebiutować, gdyż kilka tygodni później rozwiązał kontrakt z powodów osobistych. Przez kolejne pół roku pozostawał bez klubu, po czym zasilił drużynę Atlante FC z miasta Cancún, w której spędził rok. W marcu 2009 został zawodnikiem amerykańskiego Chivas USA. W Major League Soccer zadebiutował 22 marca w wygranym 2:1 spotkaniu z Colorado Rapids i szybko został podstawowym piłkarzem Chivas. Jedynego ligowego gola w barwach klubu strzelił 23 kwietnia 2011 w wygranej 2:1 konfrontacji z San Jose Earthquakes. Po rozgrywkach 2011 odszedł z zespołu, nie przedłużając swojego kontraktu.
Po sześciu miesiącach bezrobocia, w połowie 2012 roku Trujillo powrócił do ojczyzny, podpisując kontrakt z klubem Jaguares de Chiapas z siedzibą w mieście Tuxtla Gutiérrez.
| Sezon     | Klub                | Kraj              | Rozgrywki           | Mecze | Bramki |
| --------- | ------------------- | ----------------- | ------------------- | ----- | ------ |
| 1996/1997 | Pumas UNAM          | Meksyk            | Primera División    | 11    | 0      |
| 1997/1998 | Pumas UNAM          | Meksyk            | Primera División    | 2     | 0      |
| 1998/1999 | Pumas UNAM          | Meksyk            | Primera División    | 21    | 0      |
| 1999/2000 | Pumas UNAM          | Meksyk            | Primera División    | 2     | 0      |
| 2000/2001 | Pumas UNAM          | Meksyk            | Primera División    | 12    | 1      |
| 2000/2001 | Club Santos Laguna  | Meksyk            | Primera División    | 17    | 3      |
| 2001/2002 | Pumas UNAM          | Meksyk            | Primera División    | 35    | 6      |
| 2002/2003 | Pumas UNAM          | Meksyk            | Primera División    | 35    | 12     |
| 2003/2004 | Monarcas Morelia    | Meksyk            | Primera División    | 36    | 2      |
| 2004/2005 | Monarcas Morelia    | Meksyk            | Primera División    | 37    | 5      |
| 2005/2006 | Monarcas Morelia    | Meksyk            | Primera División    | 25    | 4      |
| 2006/2007 | Monarcas Morelia    | Meksyk            | Primera División    | 28    | 2      |
| 2007/2008 | Skoda Ksanti        | Grecja            | Alpha Ethniki       | 0     | 0      |
| 2007/2008 | Atlante FC          | Meksyk            | Primera División    | 7     | 0      |
| 2008/2009 | Atlante FC          | Meksyk            | Primera División    | 16    | 0      |
| 2009      | CD Chivas USA       | Stany Zjednoczone | Major League Soccer | 21    | 0      |
| 2010      | CD Chivas USA       | Stany Zjednoczone | Major League Soccer | 28    | 0      |
| 2011      | CD Chivas USA       | Stany Zjednoczone | Major League Soccer | 12    | 1      |
| 2012/2013 | Jaguares de Chiapas | Meksyk            | Primera División    |       |        |

## Kariera reprezentacyjna
W 1997 roku Trujillo został powołany przez trenera José Luisa Reala do reprezentacji Meksyku U-20 na Młodzieżowe Mistrzostwa Świata w Malezji. Tam był podstawowym zawodnikiem swojej drużyny, rozgrywając wszystkie cztery spotkania od pierwszej minuty, w których ani razu nie wpisał się na listę strzelców. Jego kadra po zanotowaniu zwycięstwa, remisu i porażki zajęła drugie miejsce w fazie grupowej i awansowała do dalszych rozgrywek, jednak ostatecznie odpadła z turnieju w 1/8 finału.
W seniorskiej reprezentacji Meksyku Trujillo zadebiutował za kadencji argentyńskiego selekcjonera Ricardo La Volpe, 6 lipca 2003 w przegranym 1:2 meczu towarzyskim z Salwadorem. Jedyne trafienie w kadrze narodowej zanotował w swoim drugim i zarazem ostatnim spotkaniu w drużynie narodowej, 20 sierpnia tego samego roku w przegranym 1:3 sparingu z Peru.